# گری باکلی
گری باکلی (انگلیسی: Gary Buckley؛ زادهٔ ۳ مارس ۱۹۶۱) بازیکن فوتبال اهل بریتانیا است.
از باشگاه‌هایی که در آن بازی کرده‌است می‌توان به باشگاه فوتبال منچستر سیتی، باشگاه فوتبال پرستون نورث اند، باشگاه فوتبال بری، و باشگاه فوتبال چورلی اشاره کرد.